# CUTT
CUTT（カット、1977年3月17日 - ）は、日本の音楽家。2009年よりソロアーティストとして活動を開始。それまではshame、ORCAをはじめ様々なバンド、プロジェクトでボーカル、ギター、作詞/作曲を担当した。
CUTTはSHAME結成当初より使用されている名義で、その他本名をもじった前田一人名義を使用することもある（ORCA、後期SHAME、俳優活動など）。

## 概要
X JAPANのhideに才能を見出され、デビューした。また1992年の高校生時代「低姿勢前田」というハンドルネームで「X TOSHIのオールナイトニッポン」にリスナーとして度々出演しており、本人も子供の頃からのXフリークである事を公言しているが、デビュー時の音楽性はむしろニルヴァーナやスマッシング・パンプキンズなどのオルタナティヴ・ロックの影響が強い。2015年にToshl率いるバンド、CRYSTAL ROCK KNIGHTSに参加し、23年振りにToshlとの再会を果たした。独特の世界観を持つ歌詞と楽曲、シャウトやファルセットを駆使したヴォーカルスタイルが特徴。また留学経験はないが英語が堪能。2014年、英検1級を取得。

## 来歴

### 幼少・少年期
2代目桂枝雀とかつら枝代の次男、兄は桂りょうば（前田一知）。最初の記憶は（おそらく）2歳ころ。隣家の仏壇を拝んでいる光景。3歳にして死にかける。ガラス製のコップを落としてしまい自分もその上に落下し、頸動脈近くを15針縫う怪我を負った。歌う事が好きで4〜5歳のころはタクシーに乗っては後部座席の中央に立って歌いまくっていた。将来の夢は漫画家。6〜8歳のころ、毎週兄と「ザ・ベストテン」を見ていた。好きだったのはチェッカーズ。9歳、引っ越し（吹田市）に伴い転校する。クラブはサッカー部を1年で辞めて、漫画研究部に2年いた。兄の影響でベースを弾き始める。この頃好きだったのはTHE ALFEEとLOUDNESS。兄がドラムに転向したので、ギターを弾き始める。X JAPANの洗礼を受け作曲を始める。またピアノを習いコード理論などを覚える。この頃から一生の仕事としてミュージシャンを志すようになる。吹田市立南千里中学校に入学し、劇団山田ジャパン主宰の山田能龍と出会う。中学3年生の文化祭ではX JAPANのミドルテンポの曲を3曲演奏した。高校は家から一番近いという理由で学区2位（当時）の進学校に入学する。この頃にX TOSHIのオールナイトニッポンに低姿勢前田というハンドルネームで度々出演した。軽音部に入部し結果的にSHAMEの前身となるバンドを組んだ。パートはギター。髪を伸ばし、ヘヴィメタルに傾倒していく。メタリカ、メガデス、パンテラなど。アマチュア時代はこの頃作曲した曲をよく演奏していた。「早くなければロックじゃない」と思っていた。ニルヴァーナに出会い、オルタナティブに開眼。スロウでヘヴィなスタイルに挑戦するようになる。高校3年生の夏、後のshameのギタリスト、TAKEYAと出会う。大学には進まずに、バンド活動をする事は決めていた。高校卒業と共にshameを結成、ベースにKOSYO、ドラムに実兄の前田一知を迎える。

### アマチュア期
大阪の老舗ライブハウスBAHAMAを中心に活動を始める。当時はバンドが楽しくなかった。苦労を苦労と感じず、子供の頃に決めたことなので続けていた。作った曲は100曲以上。しかしデビュー後歌われる曲は少なかった。当時は目立ったプロモーションは行っていなかった。戦略的なことが苦手でチラシを配ったことがない。動員を増やすことより良い曲を作ることしか考えていなかった。 Gargoyle（KIBA）のラジオにピックアップされ目をかけられるようになる。
結成して丸2年経った頃、デモテープを作りはじめる。「INSIDE」発売記念ライブでは曲順通りに演奏した。曲を純粋に聴いて貰うために、スクリーンを下ろしたまま演奏したこともある。「beautiful」他、最初期の楽曲は現在の自分が置き去りにした理想を抱く自分に対して謝罪文をつらつら書いているようなものだった。関西発のオムニバスアルバム「ラジカルパンチ」に参加。収録曲は「GOOD-BYE(LongVer)」。題名の由来は太宰治から。とあるライブの出来が良く、帰る途中に出来た。
その後数社に送ったデモテープがhideの耳に止まり、LEMONedレーベルに参加することとなる。トリビュート「LEMONed I Scream」収録にあたって、選曲理由はレーベルのテーマソング的であったこと、Shameとしてアレンジが明確に見えたことを挙げている。1999年のライブでは既に機関銃のように喋っていた。同年のMLJにもライブとトークショウ、セッションに参加。

### shame期
活動期間：1997年 - 2001年
- 1999年、東芝EMIよりデビュー。
- デビュー当時は頭でっかちと自称[3]。
- 好きなシンガーはトレント・レズナー、ビリー・コーガン、ジョン・レノン[4]。
- 睡眠は時間の無駄だと思っていた。ボーカリストとして睡眠が大事と気づき喜びを見出したが、結構眠らなくても平気じゃないか？と思い、「眠らない」宣言をする。しかしアルバムレコーディングではそうもいかなかった[3]。

### SKYFISH期
活動期間：2002年
- shameの延長線上ではない、違うものをやるぞという意識があった。3月の時点でSKYFISHをどんなイメージに位置づけるかということはまだ明確にはなっていなかった[5]。
- 自分で録音すること自体は以前の作品でもやっていたから初めてではないが、ミックスやマスタリングまで自分でやるのは初めての経験だった。
- ライブ後のインタビューではSKYFISHの決意とはshameを否定するものではない、また、2作目制作中のインタビューでは伝わらないとつまらない、と語っている。そして試行錯誤と思考の末、自分の核（ルーツ）は歌と歌詞であると気づき、ORCAへ吸収合併することになる。

### ORCA期
活動期間：2002年 - 2005年
- 2004年、日本クラウンよりデビュー。
- 共同制作者は百田留衣
- shameは個人的なことを歌っていたが、ORCAは聞き手が共感できるよう「みんなの歌」を目指していた[5]。

### 復活SHAME期
活動期間：2006年 - 2008年
- 2008年、日本コロムビアよりデビュー。
- ORCAで活動しているうちに、shameの楽曲を参考にしていることに気づき、また少年のころの自分を歌っていきたいと思うようになった[6]。

### EVERYTHING MUST PASS 期
活動期間：2008年 - 2009年
- 新ドラマー斎藤を迎え、SHAMEがEVERYTHING MUST PASSに改名した。
- ベースKOSYOの脱退に伴い、活動休止中。

### ソロ期
活動期間：2010年 - 
- 2010年頃から劇団山田ジャパンへ楽曲提供を始める。
- 2012年同劇団の主役に抜擢される（「前田一人」名義）[7]。
- 2013年渡伊。地元紙「J-ROCK ITALIAN MAGAZINE」主催でライブを行う[8]。
- 2014年渡仏。国際見本市MIDEMに参加[9]。
- 同年、英検1級取得[10]。
- 2015年「魔夏の夜Toshlロック祭り」にギター＆コーラスとして参加[11]。
- 2016年「春の稲妻Toshlロック祭り」にギター＆コーラスとして参加[12]。
- 2017年、Fuji Games Presents「ToshlバレンタインROCK祭り」にギター＆コーラスとして参加[13]。
- 同年、YAMAHA Steinberg＆島村楽器タイアップによるCUBASE Proセミナーツアーを敢行[14]。
- 2018年1月29日、ToshlのオールナイトニッポンPremiumに臨時出演[15]。
- 同日、関ジャニ∞のペコジャニ∞!にレコーディング中のToshlのサポートギタリストとして出演[15]。
- 2020年5月30日、TwitCastingにて24時間連続配信を敢行し、完走する事に成功した[16]。
- 2021年6月5日、生花問屋（花納屋）とコラボし生花に彩られたステージを成功させる[17]。
- 2021年11月20日、KBS京都「松原晋啓のクマ社長よりBUZZを込めて」に出演する[18]。
- 2024年2月、慶應義塾大学に一般入試で合格する[19]。
- 2024年3月、note (配信サイト)で連載を始める。

### サポートミュージシャン
- 石岡塁：ベース（元FANTA ZERO COASTER、現やなぎなぎ、あいみょんなどをサポート）
- 斎藤潤：ドラムス（現Random Dot Stereogram、KING LEO）
- 鎌田紘輔：ドラムス（初音ミクのライブサポート等）

### SPEED OF LIGHTS期
活動期間：2016年 -
- 2016年 SPEED OF LIGHTS結成。

## ディスコグラフィー

### ディスコグラフィー(shame,SHAME)

#### シングル
- Beautiful（1997年8月23日）初の自主制作盤
- ZERO and INFINITE（1999年8月5日）タワーレコード限定シングル
- GOOD-BYE（1999年10月8日）デビューシングル
- ZERO and INFINITE（2000年1月26日）
- Forget,Forgive（2000年3月23日）CM maxell「CLUB WONDER」
- P. F. P.（2000年6月21日）スペースシャワーTV2000年6月度POWER PUSH
- LOSERS（2001年5月30日）
- LOVE（2001年9月7日）
- EASTER EP（2006年6月16日）
- 光の世界（2006年12月20日）
- BEAMING CHAOS（2007年5月16日）タワーレコード独占発売
- here.（2008年9月3日）再デビューシングル
- TRANSMIGRATION EP（2009年5月2日）2009年3月28日ライブ先行発売

#### アルバム
- Air Pocket（2000年4月26日）
- waveform（2001年10月11日）
- BUTTERFLY SONGS（2006年11月22日）リビルド（ベスト）アルバム
- 3RD eye BLINKS（2007年8月2日）

### ディスコグラフィー (ORCA)

#### シングル
- サザンカ／I'm here now
- オルカズオーケストラ／Yell
- 新しい一日（2004年11月25日）
- floret（2005年1月26日）

#### アルバム
- O（2002年11月26日）
- 輪唱カノン（2003年9月3日）
- DAYLIGHT（2005年2月23日）
- SMILE（2005年9月21日）

### ディスコグラフィー(EVERYTHING MUST PASS)

#### シングル
- 「E-Beta 1」（2009年9月16日）
- 「E-Beta 2」（2009年12月3日）
- 「ABSOLUTE, ABSTRACT」※音楽専門誌SOUND DESIGNER付録

### ディスコグラフィー(ソロワークス)

#### シングル
- My Favorite Songs 1
- My Favorite Songs 2
- My Favorite Songs 3
- My Favorite Songs 4（2008年12月30日）
- My Favorite Songs 5（2009年8月9日）
- Favorite My Songs 1（2009年1月22日）
- Favorite My Songs 2（2009年3月17日）
- Favorite My Songs 3（2009年5月5日）
- Favorite My Songs 4（2009年11月14日）
- Favorite My Songs 5（2010年3月17日）
- Favorite My Songs 6（2010年7月17日）
- Cutt songs in Yamada Japan 5
- Cutt songs in Yamada Japan 6
- Cutt songs in Yamada Japan 7
- TIME MACHINE/Tharmal（2011年1月26日）
- TOCYO SHONEN（2012年5月25日）
- HOSHI NI NEGAI WO（2012年12月13日）
- THE FUTURE IS CALLING ME（2012年）
- Quantum Love -International Edition- - EP（2014年）
- Halfway（2014年5月1日）
- SQUARE ONE（2015年11月21日）
- CUTT 40th Birthday Souvenir Disc "卌"（2017年3月16日）
- 死刑囚（2017年6月26日）
- Timing（2018年3月14日）配信版先行発売
- Domino（2021年1月24日）
- しがらみHammock（2021年1月24日）
- ALL AROUND US
- early echoes Vol.1
- early echoes Vol.2
- early echoes Vol.3

#### アルバム
- LEAKED TRACKS1(2002年6月30日)※SKYFISH名義
- LOVE and LONGING（2011年2月）※アコースティックベスト
- LIFE and DEATH（2011年3月）※アコースティックベスト
- FRIENDS and DREAMS’2011年4月）※アコースティックベスト
- NOT SO FAR FROM ANYWHERE（2011年12月）1stアルバム
- The Crack Of Hope（2013年3月27日）2ndアルバム
- LAST not LEAST（2015年2月21日）※アコースティックベスト
- True Colors（2015年4月29日）3rdアルバム
- FELL IN LOVE WITH MUSIC（2024年10月11日）4thアルバム

### ディスコグラフィー(SPEED OF LIGHTS)

#### シングル
- QUICK START GUIDE ver. 1.00 - Single（2016年7月18日）※7月15日先行配信
- QUICK START GUIDE ver. 2.00 - Single（2016年10月20日）
- QUICK START GUIDE ver. 3.00 - Single（2016年11月12日）
- SOL Experimental Disc 001（2017年8月5日）
- Counting Stars（2018年4月8日）
- CODE (Another Sky Version)（2021年7月31日）

#### アルバム
- SUPERNOVA（2018年12月13日）
- Blackhoke Eyes（2019年4月14日）